# Åstjärnen (Söderbärke socken, Dalarna)
Åstjärnen är en sjö i Smedjebackens kommun i Dalarna och ingår i Norrströms huvudavrinningsområde.